# Chant XXX du Paradis
Le Chant XXX du Paradis est le trentième chant du Paradis de la Divine Comédie du poète florentin Dante Alighieri. Il se déroule dans l'Empyrée, où résident Dieu, les hiérarchies angéliques et tous les bienheureux ; nous sommes dans la nuit du 14 avril 1300 ou du 31 mars 1300.

## Thèmes et contenus

### Comparaison Astronomique d'Ouverture: versets 1-15
De même que les étoiles s'effacent progressivement de la vue des hommes à mesure que le soleil envahit le ciel du matin, de même le triomphe des Anges s'impose à la vue de Dante. Ainsi, alors qu'à quelque six mille kilomètres de nous, il y a la chaleur de midi (ci ferve l'ora sesta verset 2), et que la terre, illuminée par le soleil levant, projette une ombre qui est presque couchée sur l'horizon astronomique (letto piano verset 3), l'air de notre ciel devient si lumineux qu'aucune étoile ne peut plus être vue jusqu'à la Terre, qui est le fond de l'univers. À l'aube du jour, les étoiles les moins brillantes commencent à disparaître ; à mesure que les aurores, servantes du soleil, progressent, les plus brillantes disparaissent également comme si le ciel nocturne se refermait peu à peu.

### La Beauté renouvelée de Béatrice: versets 16-33
Si tout ce qui a été dit jusqu'à présent sur Béatrice était résumé en un seul éloge, il ne suffirait pas à la tâche de la louer de manière adéquate : sa beauté exacerbée transcende les facultés humaines. Dante écrit : « À partir de ce point je me reconnais plus vaincu qu'aucun autre poète par un point quelconque de son thème. Depuis que je l'ai vue pour la première fois, sur terre, jusqu'ici j'ai toujours été capable de la chanter ; mais maintenant je dois m'arrêter, comme un artiste qui a atteint la limite de ses capacités ».

### Dante et Béatrice entrent dans le Corps immatériel de l'Empyrée
Dante verra bientôt les anges et les bienheureux, qui apparaîtront avec leurs corps comme au jour du Jugement, et qui constituent « l'une et l'autre milice du paradis » (verset  43). Une lumière soudaine éblouit Dante : c'est la salutation avec laquelle Dieu accueille les nouveaux venus pour les préparer à porter sa lumière. De même, sur terre, un éclair empêche l'œil de voir, c'est-à-dire qu'il l'isole de l'action d'autres objets, même plus brillants que l'éclair. (La foudre éblouit l'œil en divisant, désintégrant, entre elles les différentes facultés visuelles, les esprits, qui, dans leur union, donnent à l'œil sa capacité de voir).

### Le Fleuve de Lumière: versets 55-81
Ayant acquis un pouvoir visuel surhumain, Dante voit entre deux rives fleuries un fleuve de lumière, d'où sortent des étincelles vivantes qui pénètrent dans les fleurs des rives, puis retombent dans le miro gurge (verset 68), dans la masse dense de lumière, dans le tourbillon brillant, tandis que d'autres étincelles, au mouvement incessant, en sortent.
Mais, sa vue retrouvée, Dante discerne que le fleuve est devenu rond et les étincelles et les fleurs se révèlent être des anges et des bénédictions.

### La Rose céleste: versets 82-123
Le poète s'empresse de fixer les étincelles et les fleurs pour en distinguer les véritables aspects : comme un enfant qui se réveille plus tard que l'heure habituelle se précipite pour se nourrir, Dante fait de même, en étirant ses yeux vers l'onde de lumière pour faire de « ses yeux de meilleurs miroirs ». Voici que la vague s'est arrondie ; même les anges et les bienheureux apparaissent à Dante sous leur véritable aspect, comme des gens déguisés qui se débarrassent du faux visage sous lequel ils étaient dissimulés.
À la Grâce, splendeur de Dieu, qui lui a accordé la capacité de voir le triomphe du vrai royaume, Dante demande la capacité de décrire comment il l'a vu. Il y a là-haut une lumière qui rend le Créateur visible aux créatures : elle s'étend en forme circulaire, plus large que le Soleil et est formée par un rayon de lumière divine se reflétant sur la surface convexe du Premium Mobile, qui tire de ce rayon sa vie et sa puissance. Autour de la lumière circulaire s'élèvent, comme dans un amphithéâtre, d'innombrables seuils, des gradins où se retrouvent tous les hommes qui ont été sauvés, se reflétant dans la lumière, de la même manière que la pente d'une colline se reflète dans une eau à son extrémité inférieure. Même la vue de Dante ne se perd pas dans cette immensité et cette hauteur, car là, la proximité ou la distance n'ont pas d'importance : là où Dieu règne directement, les lois de la nature ne comptent pas.

### Le Siège d'HenriVII: versets 124-148

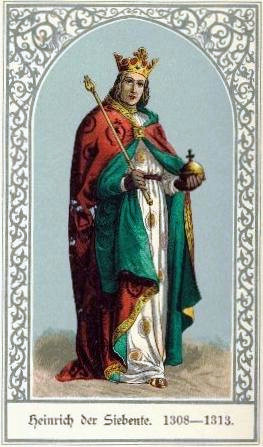
Henri VII de Luxembourg.

Béatrice guide Dante vers le jaune de la rose céleste, donc vers le centre du cercle de lumière. C'est une rose qui s'étend et s'élève de marche en marche et exhale l'odeur de la louange à ce Dieu qui fait toujours jaillir le printemps ; de plus, la femme l'invite à voir combien nombreuse est l'assemblée des bienheureux, dans laquelle peu de sièges sont encore vides. Parmi ces bancs vides, il y en a un sur lequel le poète a fixé son regard, car il est marqué d'une couronne impériale ; sa femme lui explique qu'il est déjà destiné à l'empereur Henri VII, qui descendra pour redresser l'Italie avant qu'elle ne soit prête à se corriger elle-même. Quand Arrigo arrivera en Italie, il sera le premier pontife (Clément V), qui favorisera publiquement une telle entreprise et s'y opposera secrètement : mais peu de temps après (en 1314), il mourra et sera jeté en Enfer, parmi les simoniaques, où il poussera l'âme de Boniface VIII plus profondément dans la fosse.

## Analyse
Au début du Chant, tout ce qui entoure Dante et Béatrice disparaît, y compris les neuf chœurs angéliques. Puis le poète se retourne pour fixer l'expression de sa bien-aimée, restant sous le charme pour la énième fois. Béatrice lui explique qu'ils sont passés du Premium Mobile à l'Empyrée. Dante a de nouveau du mal à voir à cause de la forte lumière, mais Béatrice poursuit son explication en parlant des deux milices de Dieu, les anges et les bienheureux, qui lui apparaîtront sous la forme corporelle qu'ils prendront après le Jugement dernier. Peu à peu, le poète retrouve la vue et se rend compte qu'il l'a améliorée et rendue capable de résister à la lumière la plus vive et la plus brillante. Son regard s'attarde ainsi sur une rivière lumineuse qui coule entre deux bancs de fleurs. Béatrice explique à Dante qu'il ne peut encore en saisir le véritable aspect, sa vue étant encore humaine. Bientôt, la rivière s'avère n'être autre que le cercle de la Candida Rosa (« le couvent des étoles blanches »), siège des bienheureux, et les fleurs se révèlent être des Anges. Dante voit aussi le siège déjà préparé pour l'empereur Henry VII. Le Chant se termine par une ultime déploration du désordre terrestre.